# أوريليان شيدجو

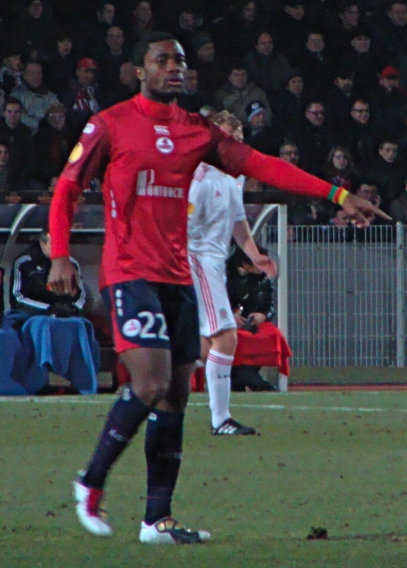
أوريليان شيدجو

أوريليان شيدجو (بالفرنسية: Aurélien Chedjou)‏ (مواليد 20 يونيو 1986 في دوالا - الكاميرون) لاعب كرة قدم كاميروني يلعب حاليا لصالح نادي الدرجة الأولى ليل الفرنسي منذ 2006 في مركز الوسط المحوري .

## روابط خارجية
- أوريليان شيدجو على موقع الاتحاد الدولي (مؤرشف)  (الإنجليزية)
- أوريليان شيدجو على موقع الاتحاد الأوربي (الإنجليزية)
- أوريليان شيدجو على موقع اتحاد تركيا (لاعب) (الإنجليزية)
- أوريليان شيدجو على موقع رابطة كرة القدم الفرنسية للمحترفين (الإنجليزية)
- أوريليان شيدجو على موقع قاعدة بيانات كرة القدم.إي يو (الإنجليزية)
- أوريليان شيدجو على موقع ليكيب (الفرنسية)
- أوريليان شيدجو على موقع ناشيونال فوتبول تيمز (الإنجليزية)
- أوريليان شيدجو على موقع Soccerway.com (الإنجليزية)
- أوريليان شيدجو على موقع عالم كرة القدم.نت (الإنجليزية)
- أوريليان شيدجو على موقع أوليمبيديا (الإنجليزية)